# Lysiana linearifolia
Lysiana linearifolia är en tvåhjärtbladig växtart som beskrevs av Van Tiegh.. Lysiana linearifolia ingår i släktet Lysiana och familjen Loranthaceae. Inga underarter finns listade i Catalogue of Life.